# Tall

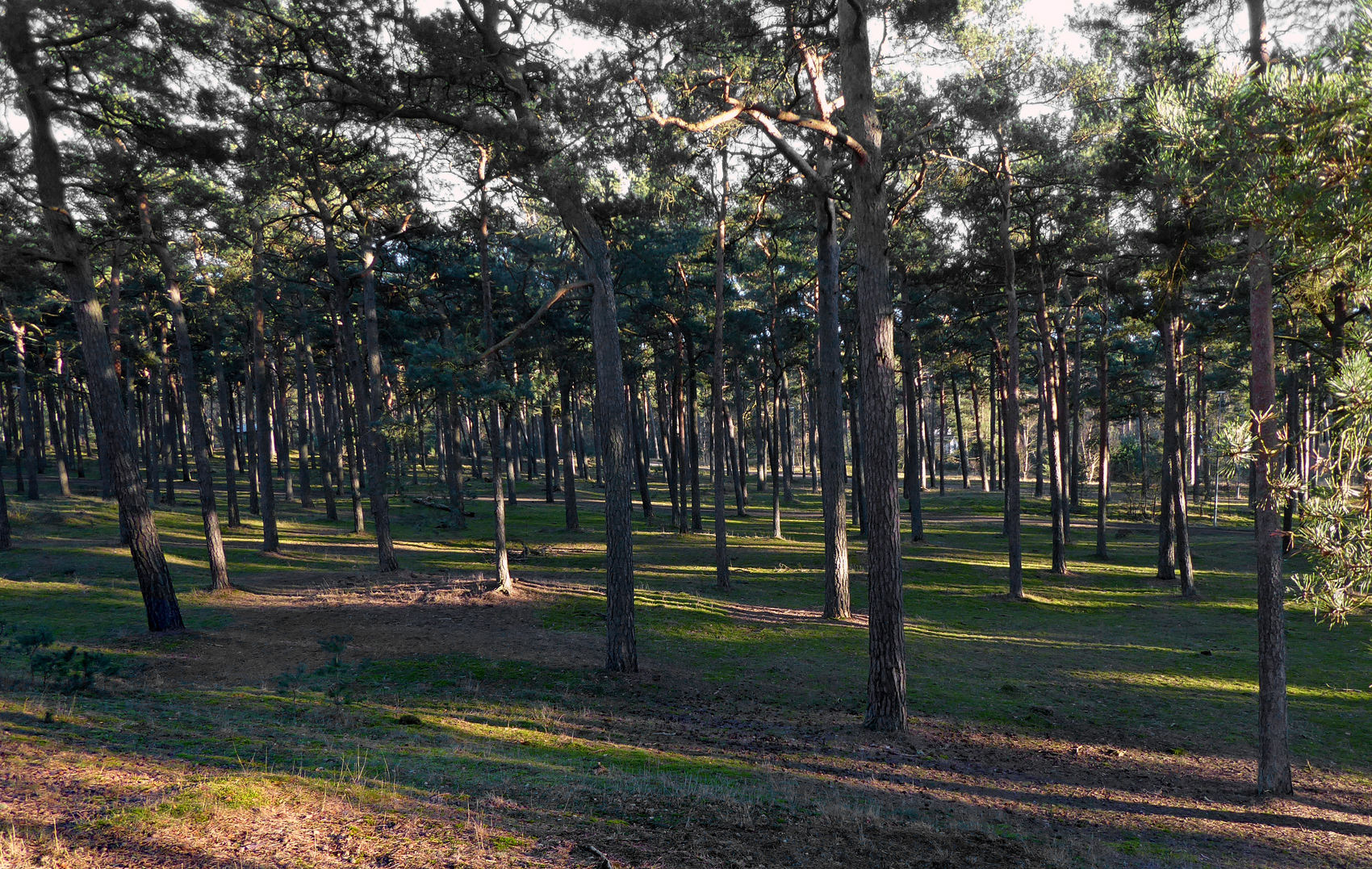
Tallar i Ystads sandskog.

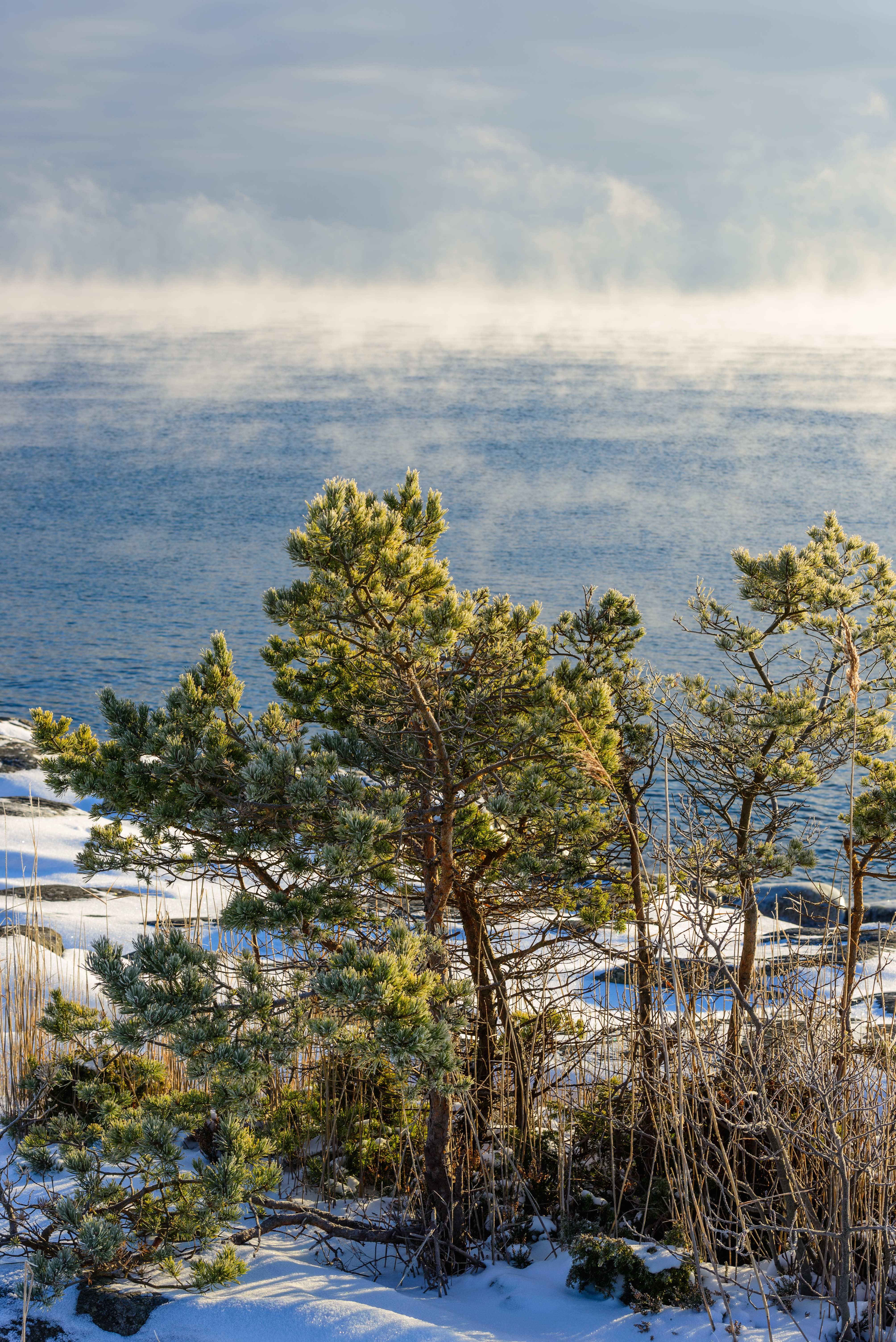
Martall i utsatt läge i Stockholms skärgård.

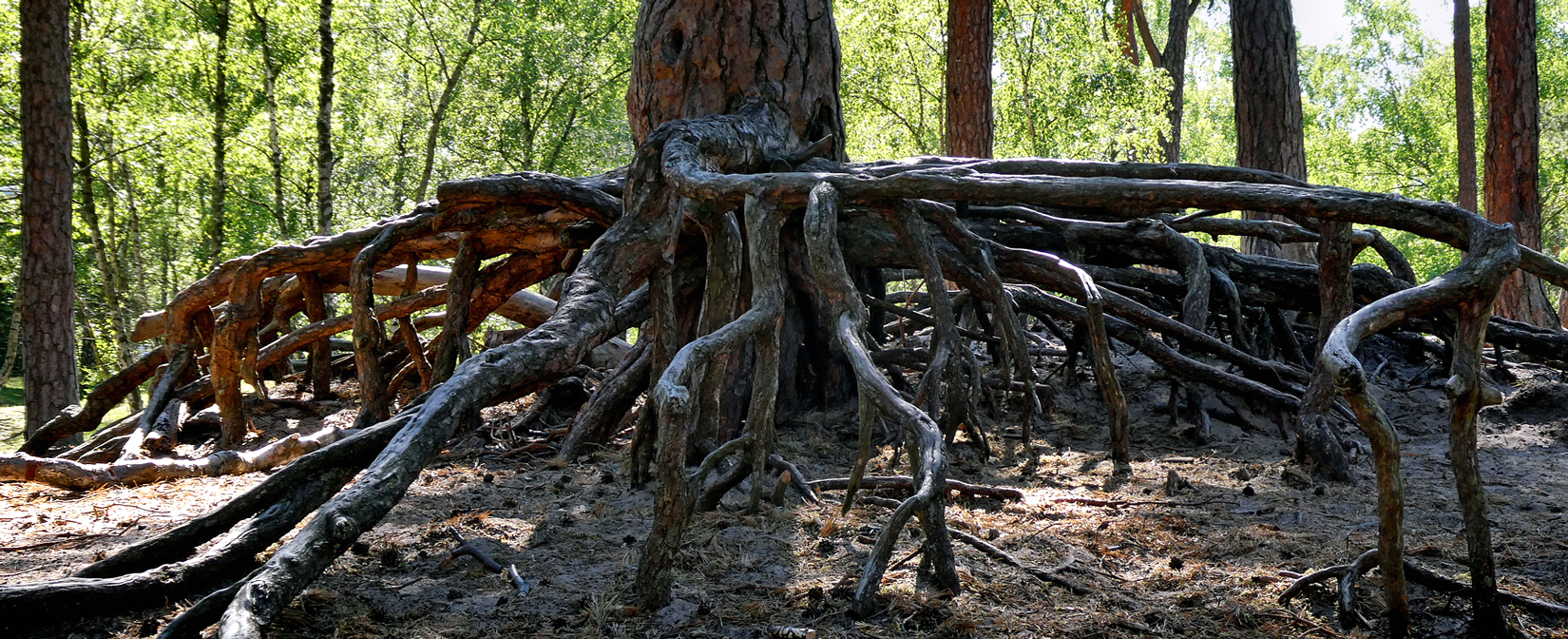
Rötter på en gammal tall i Ystads Sandskog 2020.

Tall eller fura (Pinus sylvestris) är ett träd inom tallsläktet och familjen tallväxter. Arten är utbredd i Eurasiens tempererade områden.

## Historik
Tallen kom till Skandinavien omkring 7500 f.Kr. som det första av de stora barrträden. Den växte då förmodligen tillsammans med asp, björk, rönn och sälg i de höglänta delarna av Götaland. Den art av tall som växer i de nordligaste delarna av Sverige kan ha kommit österifrån omkring 1 000 år senare. Störst spridning av arten skedde under den atlantiska värmeperioden 6000-3000 f.Kr. då klimatet var 2-4 grader varmare än dagens. Tallen är idag Härjedalens landskapsträd. 

## Utseende
Tallen är ett av de mer imponerande barrträden i Europas norra delar genom sin stam, som vid gynnsam växt blir mastlikt smärt och rak och kvistfri ända upp till den av ett fåtal stora grenar uppburna kronan. Dess höjd går till över 30 meter. I sin övre hälft har den gulröd bark. Tallens barrdräkt är mera grå- eller blågrön än granens. Tallen kännetecknas av den starka dimorfismen (gestaltolikheten) mellan skotten: barren sitter två och två (hos andra arter i släktet tallar upp till fem) på små kortskott som dessutom bär några hinnaktiga lågblad av brungrå färg. Dessa kortskott utgår från långskott som bär strödda blad som är förkrympta till fjäll. De egentliga tallarna igenkänns också på kottarnas fjäll, som är tjockare mot spetsen och där liksom tvärt avhuggna med en vårta i mitten. Tallkotten mognar först året efter att den blommat ut.

### Lapptall
Lapptall (Pinus sylvestris var. lapponica) är en variant av tall som förekommer i nordliga och högt belägna områden i Norden. Den är lågväxt och skiljer sig från den vanliga tallen genom en smal krona, kortare grenar och 30–50 millimeter långa, styva gulgröntonade barr, som sitter kvar på trädet i 6–9 år.

## Reproduktion
Till sin blomning är tallen sambyggare och vindblommig liksom granen, men honblomman, som även på tallen har purpurröda fjäll, är inte större än en ärta och hanblommorna (de små gula, axlika ståndarsamlingarna) sitter här talrikt hopade till en avlång blomställning kring grenarna. Tallen är känd för sin oerhörda rikedom på ståndarmjöl, som under blomningsperioden övertäcker mark och vattensamlingar i skogen likt ett svavelgult pulver (en företeelse som i folkmun fått namnet svavelregn). I länder där tallen växer mera spridd än i Skandinavien, har man funnit tallpollen på vattensamlingar flera mil från närmaste växande tallar. Genom undersökningar vid svenska fyrar har man funnit att barrträdspollen förs av vindarna tiotals mil ut till havs. Utvecklingstiden från tallblomma till moget tallfrö är relativt lång, två och ett halvt år.

## Växtplats
Tallen har en så kallad pålrot och trivs på nära nog all slags mark, men som högstammig skog (timmerskog) företrädesvis på varm, torr, mager jordmån, till exempel det på högre belägna ställen i mellersta Skandinavien så allmänt utbredda morän- eller krossgruset. Lingon och renlav är karaktärsväxter för den högväxta, ljusa tallskogen. På myrar blir tallen dvärgartat liten och kallas martall. En sådan kan fortfarande vid 50 års ålder vara endast av manshöjd och ha en stam som inte är grövre än en vanlig spatserkäpp. I folktron tänkte man sig att maran hade ridit trädet, vilket kan förklara namnet. Även i skärgårdsmiljö förekommer martallar. Till skillnad från martallar i myrmark är dessa påtagligt formade av vind och är ofta mycket lågväxta, så kallade  kryptallar.

## Ålder och storlek
Tallen kan bli mycket gammal. De äldsta påträffas vanligen i skyddade områden (nationalparker, naturreservat, biotopskydd) genom att tallen i övriga skogsområden normalt avverkas vid en ålder av 90–150 år, för att utnyttjas som träråvara. Den äldsta tall som påträffats i Sverige var en tall på Hornslandet som 2004 var 757 år gammal. En tall i Norra Österbotten i Finland var 1029 år när den föll 1879. Tallar kan nå en höjd av drygt 40 meter och få en stamomkrets på över fyra meter.

## Utbredning

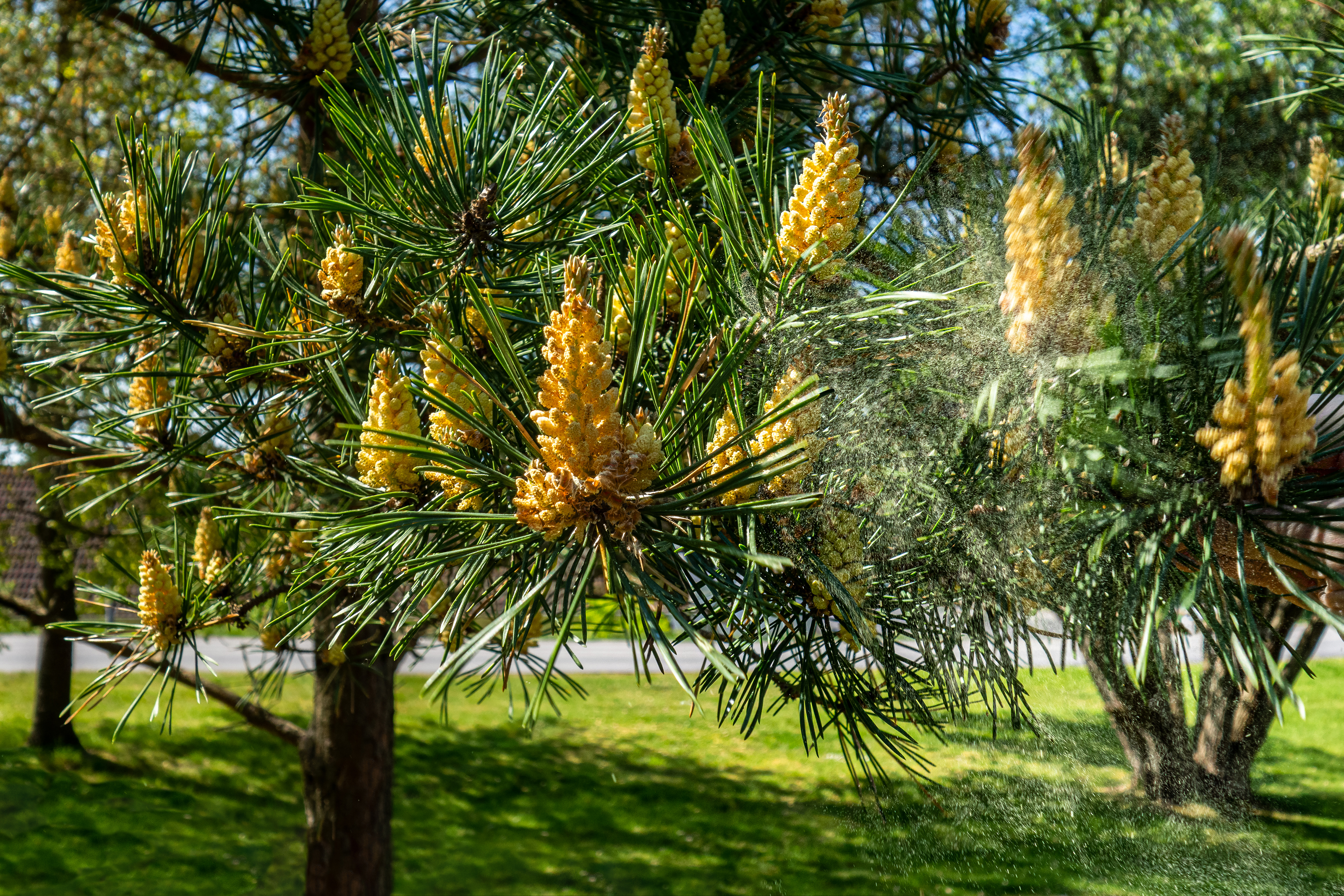
Tall med hanblommor släpper pollen i vinden i Brastad

Utbredningsområdet sträcker sig från norra Spanien och Skottland till Turkiet i syd samt till Mongoliet och Rysslands östligaste regioner. Tallen växer i låglandet och i bergstrakter upp till 2600 meter över havet. I Sibirien föredrar tallen områden som ligger utanför de stora träskmarkerna men i norra Europa kan trädet hittas vid myr och kärr. Arten växer nära vattendrag i större torra landskap som stäpper.
Stora delar av Europas norra och östra delars yta är skog, och därav är barrskog den vida övervägande delen. Tallen är näst granen det vanligaste trädet i den svenska skogen. Tall avkastar sämre än gran på goda marker, men används på marker med låg bonitet, där den har en högre produktion. Tall är mer ljuskrävande än granen och har ett mer djupgående rotsystem och högre stormfasthet.
År 1919 gjorde furuskogarna skogsbruket till en av Sveriges huvudnäringar. De svenska landskap där det stora skogsbruket och sågverksrörelsen hade sina främsta tillhåll var Värmland, Dalarna, Hälsingland, Medelpad och Ångermanland, där upp till 80 procent av landarealen är skogklädd. Från dessa trakter kom den största delen av Sveriges trävaruexport. Denna var så stor, att skogsprodukterna 1919 till sitt värde utgjorde mer än hälften av hela exporten. Motsvarande gäller även ett antal andra länder i Europas norra delar.

## Användning
Tallen är mycket betydelsefull för ekonomierna i Estland, Finland och Sverige. Virke från tall kallas furu. Furu är fastare och hårdare än granvirke och är genom sin kådhalt mycket varaktig, särskilt tallens kärnved. Furuvirke förädlas till olika produkter, varav kan nämnas all slags inomhus-utomhusmöbler och konstruktion som lekplatser, lekredskapet och fasader. Även faner utan synlig kvist skärs av furu. Byggindustrier använder byggnadsvirke samt träfönster, dörrar, panel och lister av furu. I Sverige är timmer från tall den vanligaste råvaran för impregnerade trävaror, varav kan nämnas sliprar och ledningsstolpar.
Tallved med mycket kåda, tjärved, används för tillverkning av tjära och terpentin. Fetved används med fördel till utvändiga snickerier. Av tallbarr kan eterisk olja framställas. Av äldre tallars bark brukar barn tillverka barkbåtar.

### Livsmedel
Nya årsskott, tallstrunt, kan ätas från maj till juni. Av barren och den gröna innerbarken kan man göra en c-vitaminrik dekokt. Sockerhalten är dock ganska låg. Mjuka rötter från unga tallar, som är mindre än 50 centimeter höga, kan ätas efter kokning. Tall betraktas som en av de 14 viktigaste vilda växterna i en överlevnadssituation.
Förr användes innerbarken även till barkbröd.

### Medicin
Kådan är antiseptisk, antibakteriell och är även effektiv mot vissa svampinfektioner. Torkad tallkåda mals till pulver och blandas med alkohol. De aktiva ämnena i kådan löses i alkoholen och lösningen kan silas efter ett par veckor. Tallkåda var förr en av de aktiva ingredienserna i deodorant. Tallbarrsolja kan utvinnas igenom ångdestillering av tallbarr och har liknande egenskaper.
Tallstrunt användes också som naturläkemedel: Skotten stormkokades och ångorna andades in. Det ansågs verksamt mot slemhosta och luftrörskatarr.

## Status
I några regioner som Skottland försvann stora tallskogar under historisk tid i samband med landskapsförändringar. Allmänt finns många ursprungliga bestånd kvar och tallen planteras i stor utsträckning. IUCN listar arten som livskraftig (LC).

## Galleri

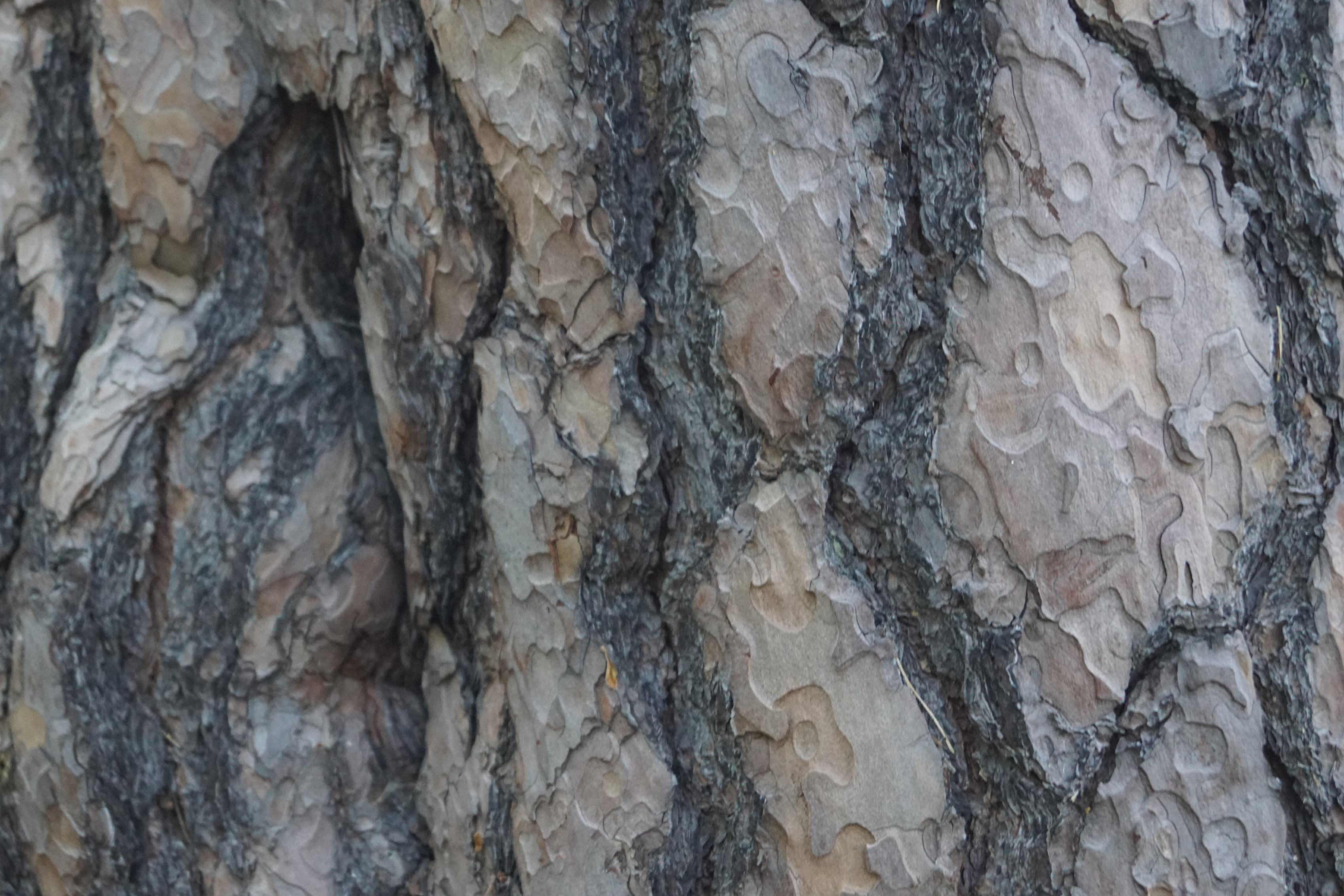
Bark.
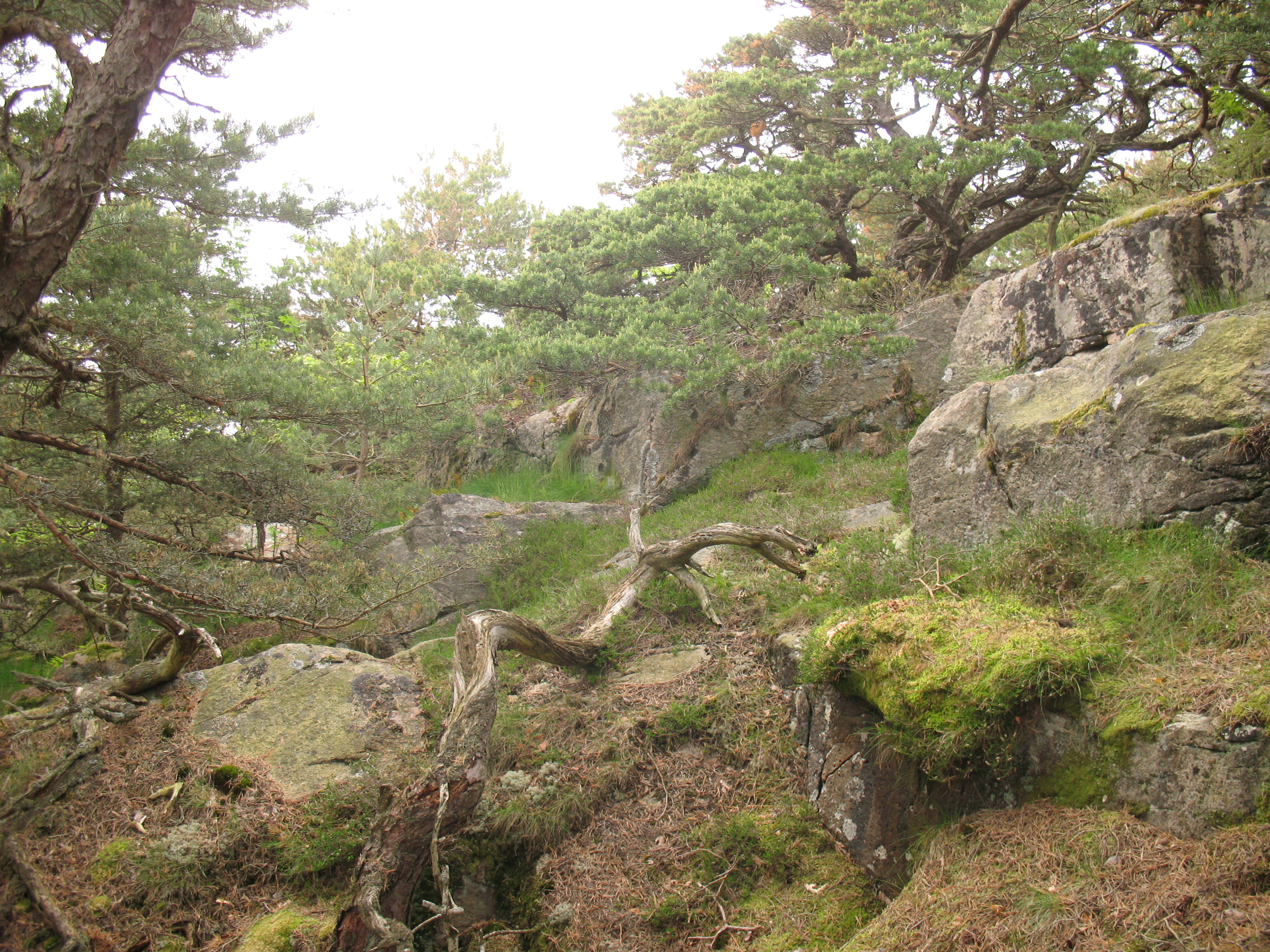
Tall i Särö västerskog.
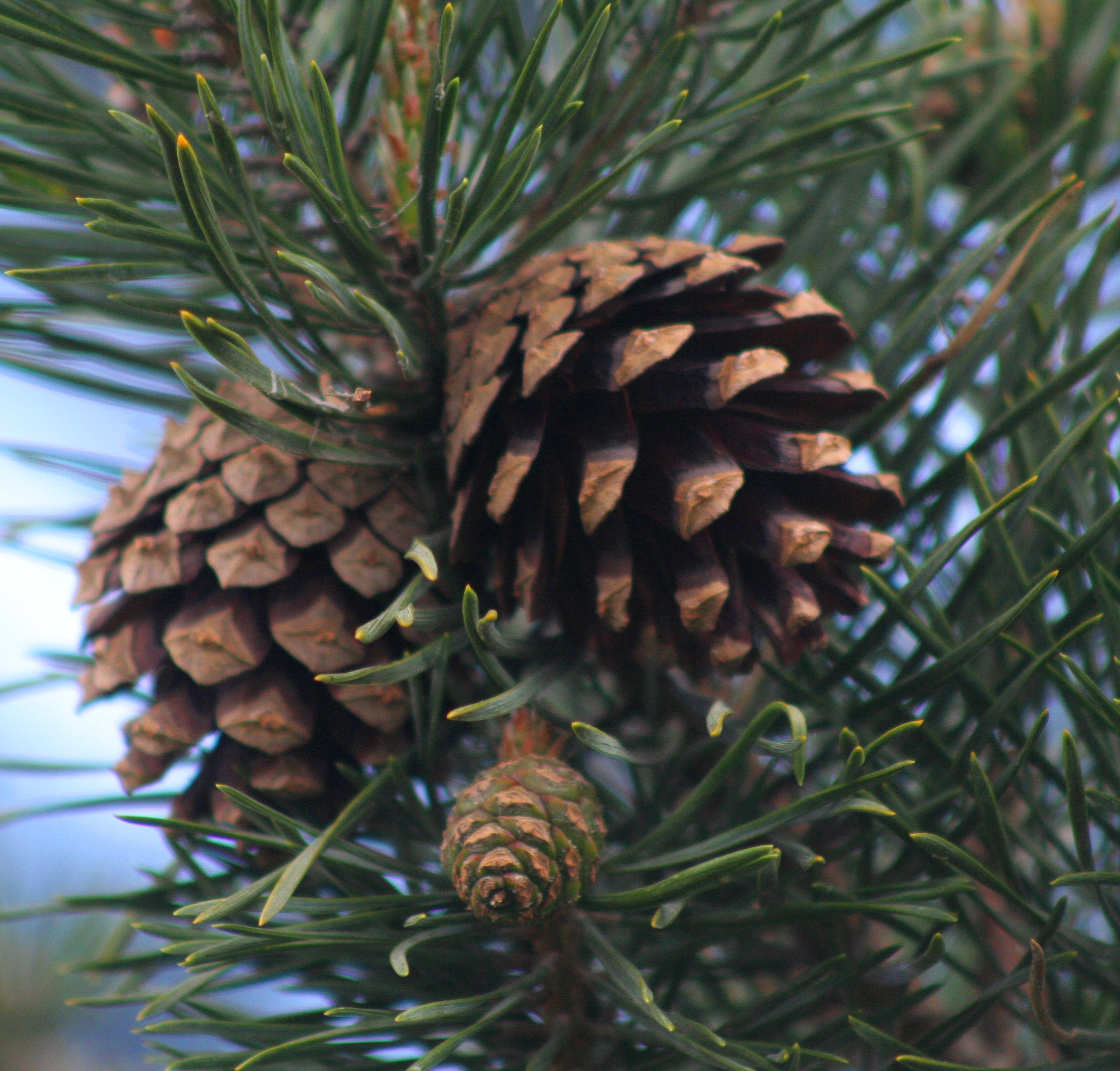
Skott med kottar (två mogna och en omogen).
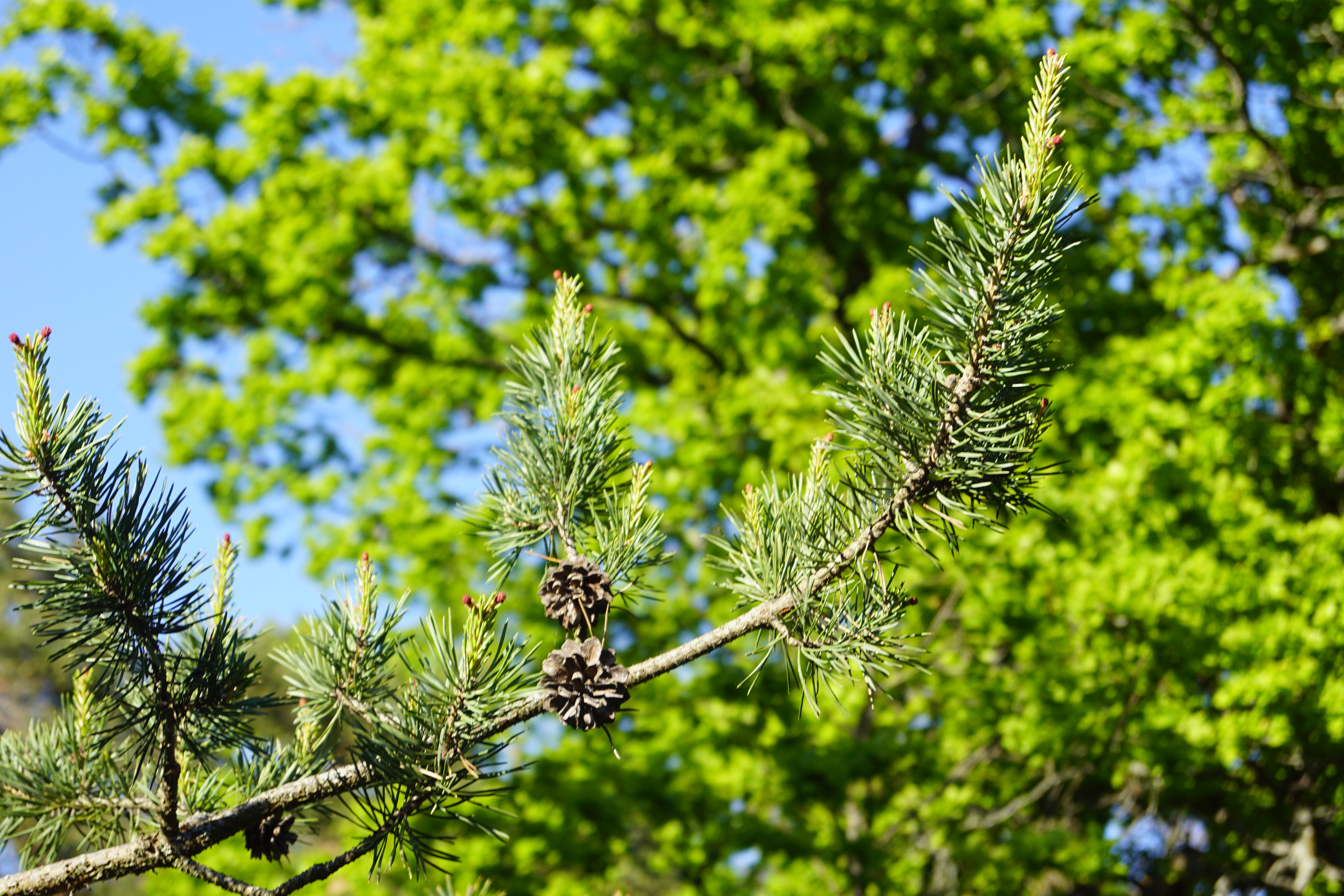
Årsskott.
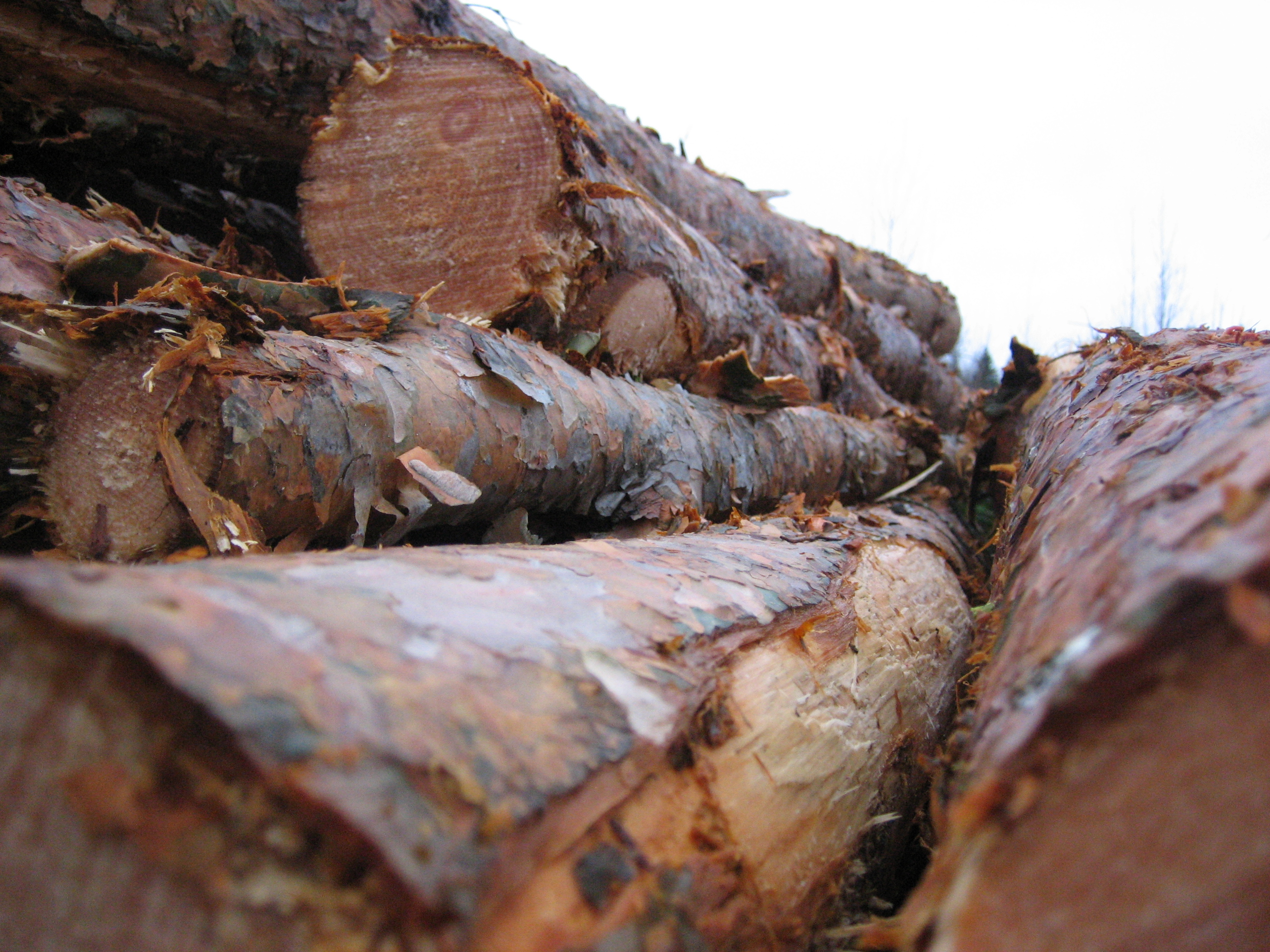
Furustockar för pappersproduktion i norra Satakunda.
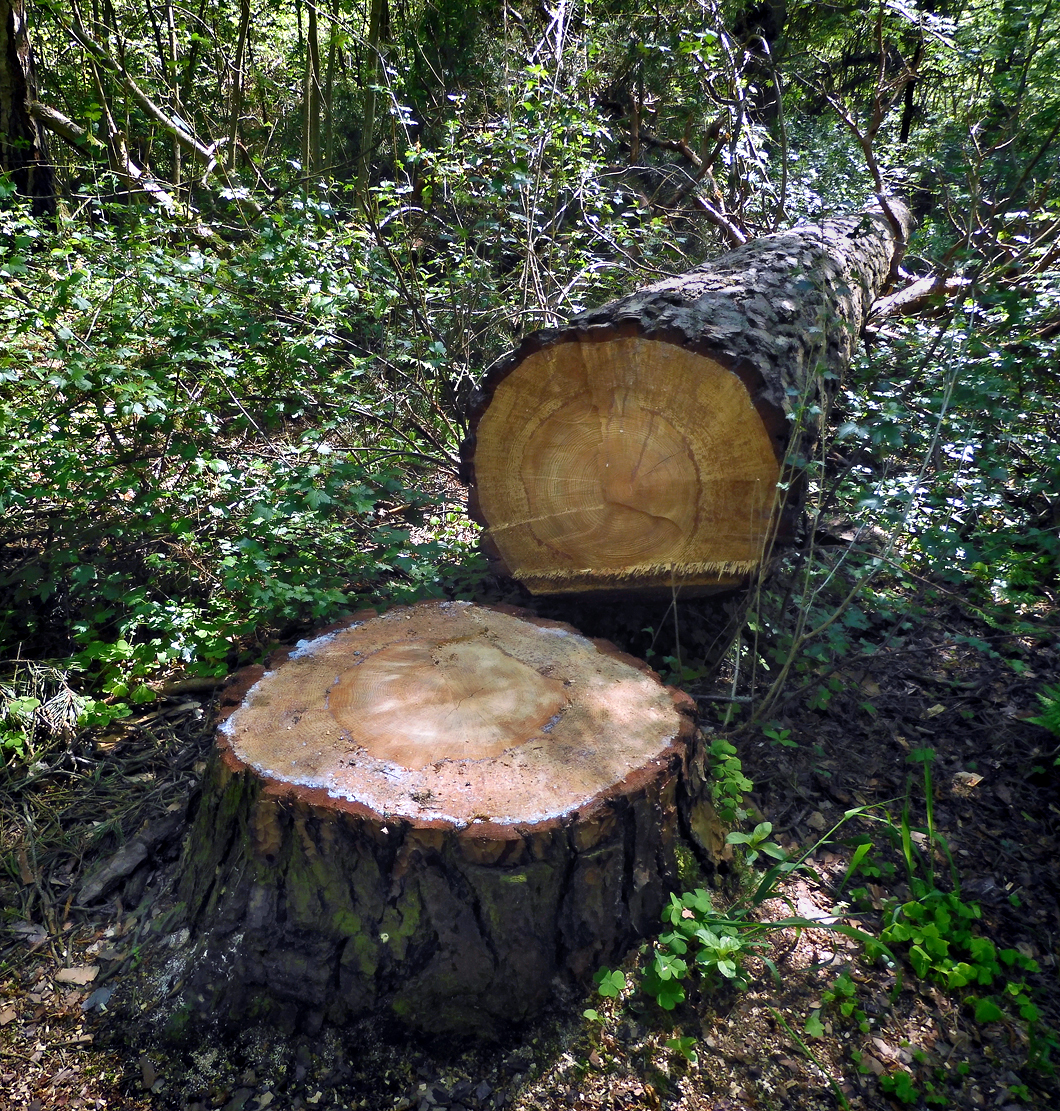
En fälld tall i Ystads sandskog.